# 백인기 (1882년)
백인기(白寅基, 1882년 음력 2월 29일 ~ 1942년 양력 7월 1일(음력 5월 18일))는 일제강점기의 금융인이다. 일명 백연기(白演基). 본관은 수원이다.

## 생애
전라북도 전주 지역의 유명한 부호이자 대한제국 육군 부령, 전주진위대 대대장을 역임한 백남신의 아들로 태어났다. 대한제국 시대에는 탁지부 주사, 혜민원 주임관을 역임했다. 1904년 10월에는 무관이었던 아버지를 따라 대한제국 육군 보병 참위로 임관했고, 1905년 7월에는 정3품 통정대부로 임명되었다.
대한제국 군대 해산 이후에는 금융인으로 변신해서 조흥은행의 전신인 한일은행을 설립해 전무 취체역을 지냈으며, 일한가스주식회사 취체역, 경성전기 감사를 역임했다. 또한 한성공동창고주식회사 감사·이사, 한호농공은행 감사, 조선식산은행 상담역, 전북기업주식회사 사장으로 근무했고, 1913년에는 메가타 다네타로가 주도한 화폐정리사업에 협조한 공로를 인정받아 일본 정부로부터 한국병합기념장을 수여받았다.
1921년 6월에는 조선총독부가 산업 개발을 명목으로 조직한 부설 기관인 산업조사위원회의 전라북도 위원회으로 위촉되었으며, 1922년 11월에는 내선 융합을 목적으로 결성된 친일 단체인 조선구락부의 발기인으로 참여했다. 1925년 5월부터 1927년 5월까지 식민지 수탈 기관인 동양척식주식회사의 감사를 지냈고, 1927년 4월부터 1930년까지 관선 경기도 평의원을 지냈다. 1927년 6월 3일부터 1930년 6월 2일까지 조선총독부 중추원 참의를 역임했으며, 1936년 6월부터 1938년 11월까지 조선실업구락부 상담역을 역임했다.

## 사후
2006년 친일반민족행위진상규명위원회에서 발표한 친일반민족행위 106인 명단과 2008년 민족문제연구소가 정리한 친일인명사전 수록예정자 명단에 아버지 백남신과 함께 포함되었다.

## 일화
- 홍익대학교 초대 미술학부장을 지낸 유명 화가 배운성은 그의 아들 백명곤의 몸종으로 독일에 갔다가 미술 공부를 하게 되었다.[2]
- 증손녀가 이회정의 장남과 결혼하여 이회창 집안과 사돈 사이가 되었다.[3]

## 가족관계
- 부 : 백남신(白南信, 1858년 ~ 1920년) 친일파 부호
  - 부인 : 이윤성(李潤成, 1884년 ~ 1956년), 익산 남성고등학교 설립자, 전주 이씨 이재한(李在漢)의 3녀
    - 아들 : 백명곤(白命坤)
      - 손자 : 백윤승(白鈗勝, ? ~ 1942년) 의료인
        - 증손녀 : 이회정(이회창의 형)의 큰 자부

## 같이 보기
- 조선총독부 중추원

## 참고자료
- 친일반민족행위진상규명위원회 (2006년 12월). 〈백인기〉 (PDF). 《2006년도 조사보고서 II - 친일반민족행위결정이유서》. 서울. 587~595쪽쪽. 발간등록번호 11-1560010-0000002-10. 2007년 10월 8일에 원본 문서 (PDF)에서 보존된 문서. 2007년 6월 25일에 확인함.